# Osieka

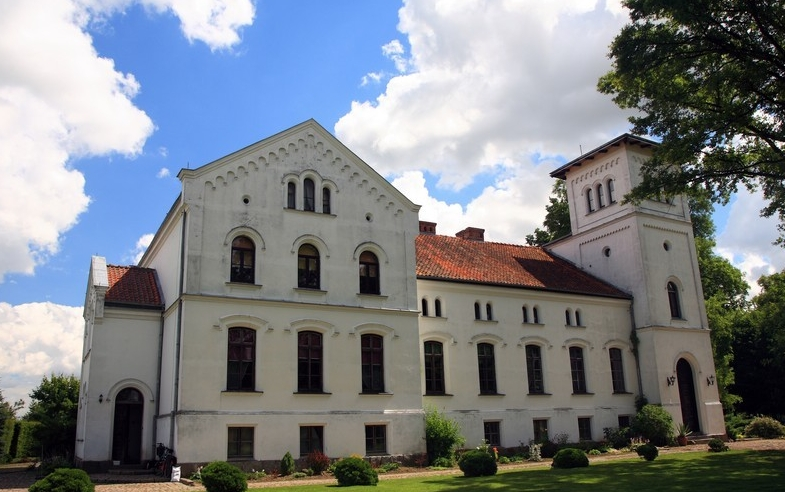
Nhà chính

Osieka [ɔˈɕeka] (tiếng Đức: Hermenhagen) là một ngôi làng thuộc khu hành chính của Gmina Bartoszyce, tthuộc huyện Bartoszycki, Warmińsko-Mazurskie, ở phía bắc Ba Lan, gần biên giới với tỉnh Kaliningrad của Nga.